# Provinz Badajoz
Die Provinz Badajoz (spanisch; extremadurisch Badajós) ist neben der Provinz Cáceres eine der beiden Provinzen in der Autonomen Gemeinschaft Extremadura (Spanien). Mit 21.766,21 km² ist sie die größte Provinz Spaniens, ihre Einwohnerzahl beträgt 664.970 Einwohnern (Stand: 2024). Sie liegt im Westen des Landes und grenzt im Norden an die Provinz Cáceres, im Osten an die Autonome Gemeinschaft Kastilien-La Mancha, im Süden an die Autonome Gemeinschaft Andalusien und im Westen an Portugal.

## Verwaltungsgliederung

### Comarcas

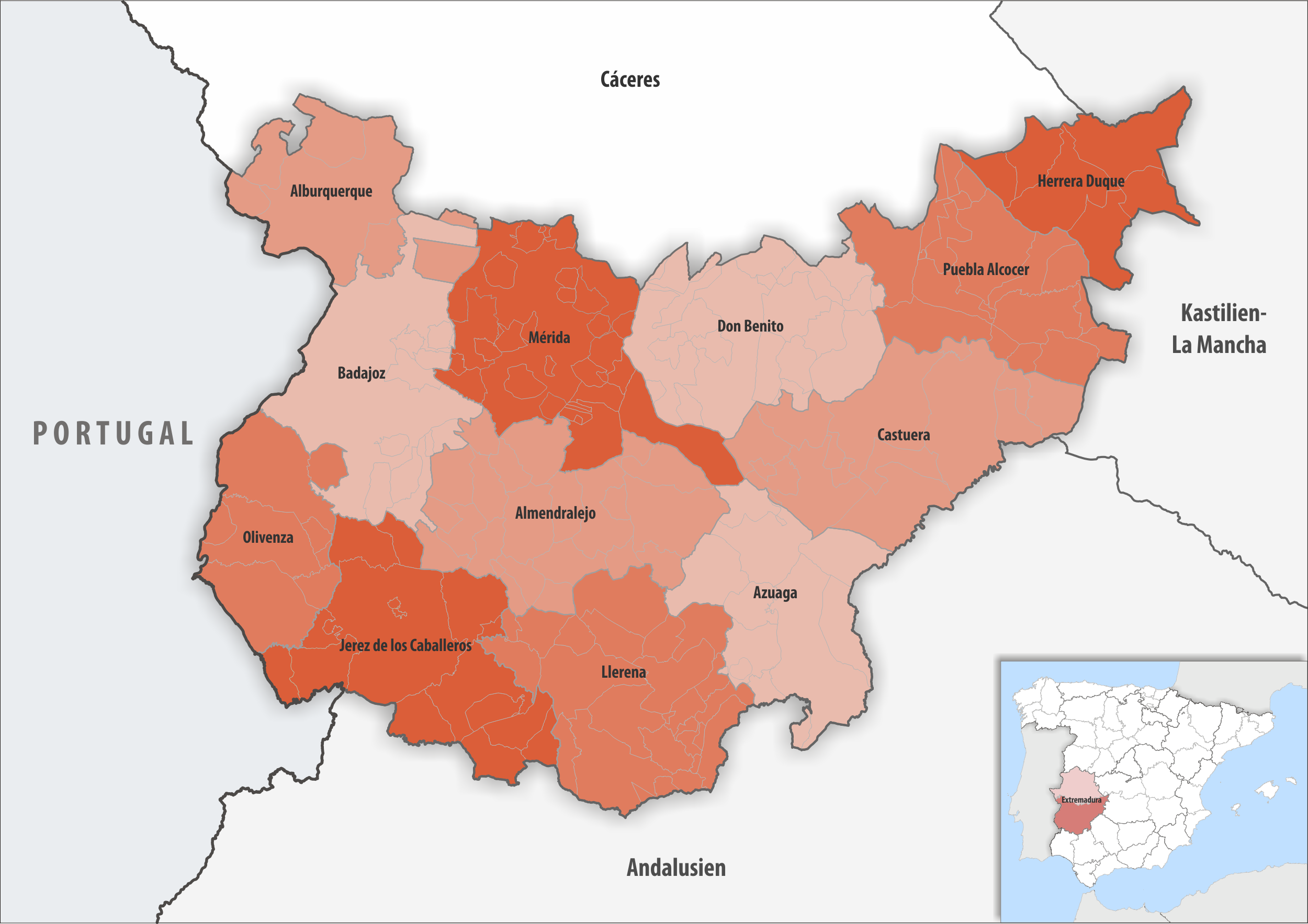
Comarcas in der Provinz Badajoz

(Quelle: )
| Comarca                 | Gemeinden | Einwohner (2024) | Fläche km² | Dichte Einw./km² | Hauptort                |
| ----------------------- | --------- | ---------------- | ---------- | ---------------- | ----------------------- |
| Alburquerque            | 6         | 17.566           | 1.300,30   | 14               | Alburquerque            |
| Almendralejo            | 23        | 109.492          | 2.133,28   | 51               | Almendralejo            |
| Azuaga                  | 11        | 17.036           | 1.668,27   | 10               | Azuaga                  |
| Badajoz                 | 11        | 169.788          | 1.876,85   | 90               | Badajoz                 |
| Castuera                | 13        | 25.596           | 2.230,08   | 11               | Castuera                |
| Don Benito              | 18        | 93.365           | 1.959,23   | 48               | Don Benito              |
| Herrera Duque           | 6         | 7.960            | 1.123,63   | 7                | Herrera del Duque       |
| Jerez de los Caballeros | 16        | 40.477           | 2.142,52   | 19               | Jerez de los Caballeros |
| Llerena                 | 18        | 27.880           | 2.158,09   | 13               | Llerena                 |
| Mérida                  | 24        | 116.837          | 2.049,61   | 57               | Mérida                  |
| Olivenza                | 7         | 24.553           | 1.305,10   | 19               | Olivenza                |
| Puebla Alcocer          | 12        | 14.420           | 1.819,25   | 8                | Puebla de Alcocer       |
| Provinz Badajoz         | 165       | 664.970          | 21.766,21  | 31               | Badajoz                 |

### Gerichtsbezirke

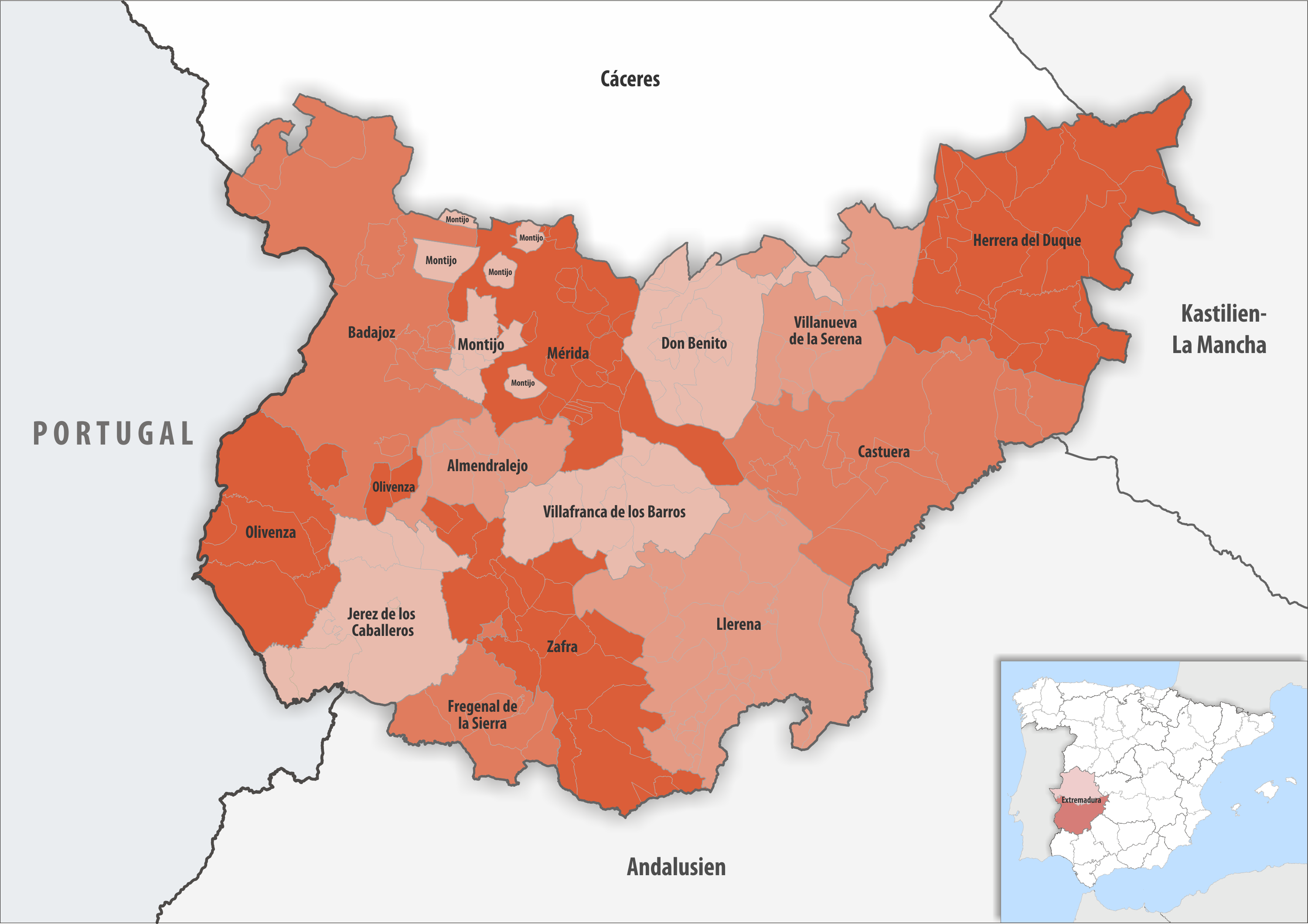
Gerichtsbezirke in der Provinz Badajoz

| Gerichtsbezirk            | Gemeinden | Einwohner (2024) | Fläche km² | Dichte Einw./km² | Hauptquartier             |
| ------------------------- | --------- | ---------------- | ---------- | ---------------- | ------------------------- |
| Almendralejo              | 8         | 50.167           | 635,67     | 79               | Almendralejo              |
| Badajoz                   | 10        | 179.312          | 2.785,68   | 64               | Badajoz                   |
| Castuera                  | 14        | 26.075           | 2.393,73   | 11               | Castuera                  |
| Don Benito                | 9         | 54.057           | 1.086,90   | 50               | Don Benito                |
| Fregenal de la Sierra     | 7         | 13.413           | 728,32     | 18               | Fregenal de la Sierra     |
| Herrera del Duque         | 17        | 18.035           | 2.691,71   | 7                | Herrera del Duque         |
| Jerez de los Caballeros   | 9         | 25.653           | 1.301,62   | 20               | Jerez de los Caballeros   |
| Llerena                   | 20        | 28.217           | 2.535,35   | 11               | Llerena                   |
| Mérida                    | 16        | 83.914           | 1.671,49   | 50               | Mérida                    |
| Montijo                   | 10        | 36.182           | 511,38     | 71               | Montijo                   |
| Olivenza                  | 9         | 26.991           | 1.430,59   | 19               | Olivenza                  |
| Villafranca de los Barros | 8         | 27.809           | 1.019,83   | 27               | Villafranca de los Barros |
| Villanueva de la Serena   | 10        | 43.653           | 1.123,50   | 39               | Villanueva de la Serena   |
| Zafra                     | 18        | 51.492           | 1.850,44   | 28               | Zafra                     |
| Provinz Badajoz           | 165       | 664.970          | 21.766,21  | 31               | Badajoz                   |

## Städte
- Badajoz (Hauptstadt der Provinz Badajoz)
- Mérida (Hauptstadt der Autonomen Gemeinschaft Extremadura)

Größte Orte
| Gemeinde                  | Einwohner (2024) |
| ------------------------- | ---------------- |
| Badajoz                   | 150.570          |
| Mérida                    | 59.857           |
| Don Benito                | 37.728           |
| Almendralejo              | 34.284           |
| Villanueva de la Serena   | 25.784           |
| Zafra                     | 16.711           |
| Montijo                   | 15.232           |
| Villafranca de los Barros | 12.362           |
| Olivenza                  | 11.742           |

Kleinste Gemeinde ist El Carrascalejo mit 77 Einwohnern.